# Демократична лейбъристка партия
Демократичната лейбъристка партия (на английски: Democratic Labour Party) е социалдемократическа политическа партия в Барбадос.
Тя е основана през 1955 година, на основата на лявото крило на Барбадоската лейбъристка партия. Партията е управляваща през 1961-1976, 1986-1994 и от 2008 година.
На изборите през 2013 година Демократичната лейбъристка партия получава 51% от гласовете и 16 от 30 места в парламента.